# Arion (banda)
Arion é uma banda brasileira de rock progressivo sinfônico que surgiu em Minas Gerais em 1993.

## História
A banda mineira Arion de rock progressivo iniciou suas atividades na cidade universitária de Viçosa - MG . Surgiu do embrião da banda Magma, fundada em 1993, cujos integrantes Thyaga (voz), Luciano Soares (guitarras), Sergio Paolucci (teclados), Carlos Linhares (baixo) e Nelson Rosa (bateria) faziam músicas próprias com influências da música regional, da MPB e do rock progressivo. Com a entrada em 1997 da cantora Tânia Braz,Thyaga seguiu seus projetos de teatro e música regional, e o grupo redirecionou seu foco para o que era a idéia inicial da banda, ou seja, o rock progressivo. Assim a banda foi rebatizada com o novo e atual nome Arion. Em outubro de 2001 a banda lançou seu primeiro CD homônimo intitulado "Arion". Esse CD, que foi originalmente lançado pela Progressive Rock Worldwide e depois relançado pela Rock Symphony no Brasil e pela gravadora francesa Musea na Europa, foi muito bem recebido pela critica nacional e internacional e rendeu ao grupo o prêmio de melhor álbum de rock progressivo brasileiro de 2001 pelo portal Rock Progressivo Brasil.
Hoje a banda aguarda a volta do tecladista ítalo-brasileiro Sérgio Paolucci, que mora na Itália, onde trabalha e estuda música, para dar continuidade ao trabalho de gravação do segundo álbum, bem como a realizações de novas apresentações ao vivo.

## Apresentações
O grupo realizou shows importantes apresentando-se em concertos e festivais internacionais como o festival Minas Prog, onde dividiu o palco com as bandas Quidam (Polônia), Tryo (Chile) e Xang (França). Em 2002 abriu o primeiro show na América do Sul para a lendária banda neerlandesa Focus, transmitido para todo o Brasil pela Rede Minas de Televisão. Foi também convidado para abrir o show do grupo setentista inglês Caravan na 9ª edição do Rio ArtRock Festival - RARF, que é referência no circuito progressivo internacional realizado todos os anos no Rio de Janeiro.

## Integrantes
- Tânia Braz: voz e violão
- Luciano Soares: guitarra
- Sergio Paolucci: teclados
- Carlos Linhares: baixo e violão
- Nelson Rosa: bateria

### Ex-integrantes
- Thyaga: voz e violão

## Discografia
- 2001 - Arion